# Karpovîci, Semenivka
Karpovîci (în ucraineană Карповичі) este localitatea de reședință a comunei Karpovîci din raionul Semenivka, regiunea Cernihiv, Ucraina.

## Demografie
Componența lingvistică a localității Karpovîci
     Ucraineană (51,72%)
     Rusă (47,96%)
Conform recensământului din 2001, majoritatea populației localității Karpovîci era vorbitoare de ucraineană (51,72%), existând în minoritate și vorbitori de rusă (47,96%).